# Halla Hrund Logadóttir

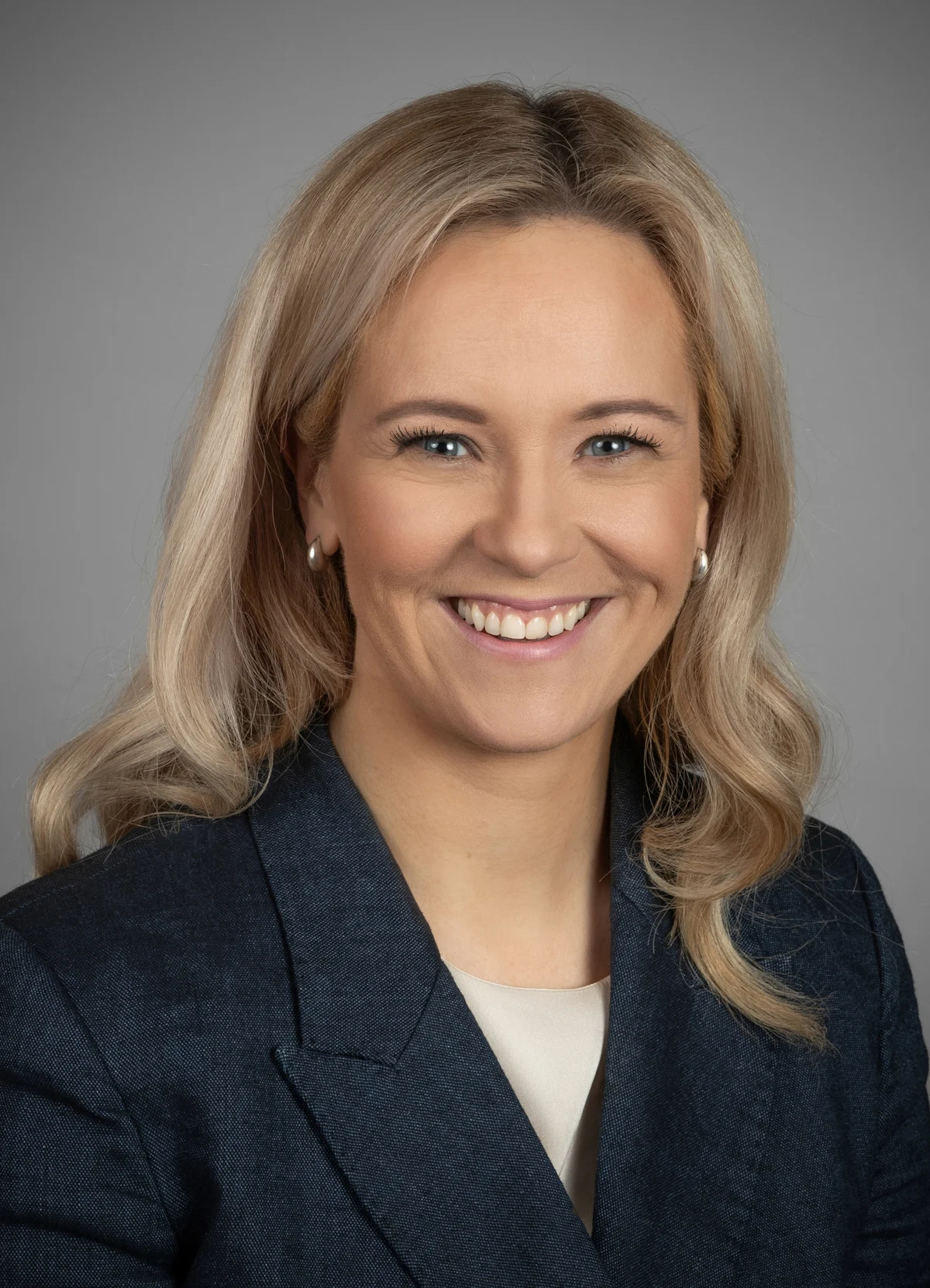
Halla Hrund Logadóttir (2025)

Halla Hrund Logadóttir (* 12. März 1981 in Reykjavík) ist eine isländische Politikerin. Vor ihrer Teilnahme als Kandidatin in der Präsidentschaftswahl in Island 2024 war sie Generaldirektorin der damaligen nationalen isländischen Energiebehörde Orkustofnun und Lehrbeauftragte an der Harvard University. Wahlsiegerin in der Präsidentschaftswahl war Halla Tómasdóttir, während Halla Hrund Logadóttir den dritten Platz erreichte. Sie schloss sich danach der Fortschrittspartei an, für die sie bei der Parlamentswahl 2024 ins isländische Parlament Althing gewählt wurde.

## Leben
Halla Hrund Logadóttir hat einen Bachelor-Abschluss in Politikwissenschaft von der Universität Islands, einen Master in Internationaler Zusammenarbeit mit Schwerpunkt auf Wirtschaft und Energie von der Fletcher School an der Tufts University und einen Master in öffentlicher Verwaltung mit Schwerpunkt auf Umwelt und Energie von der Harvard University.
Nach ihrem Bachelorabschluss 2005 war Halla Hrund unter anderem in Brüssel (Belgien) und in der togoischen Hauptstadt Lomé tätig. In Brüssel organisierte sie als Mitarbeiterin des isländischen Außenministeriums ein Kulturfestival, in Lomé war sie an Schulungsprogrammen für Unternehmer beteiligt.
Später unterrichtete sie an der Universität Reykjavík (Háskólinn í Reykjavík, HR), wo sie von 2011 bis 2013 den Bereich für internationale Entwicklung und von 2013 bis 2016 die Iceland School of Energy leitete.
Sie war 2017 Mitgründerin und seither Co-Direktorin der Arctic Initiative am Belfer Center der Harvard Kennedy School, ein Projekt, mit dem Erkenntnisse aus wissenschaftlicher Forschung, indigenem Wissen und politischen Analysen zu den Herausforderungen, die die globale Erwärmung für die Arktis darstellt, zusammengeführt werden sollen. Sie unterrichtete in Harvard auf Master-Niveau.
Mit Wirkung zum 19. Juni 2021 wurde Halla Hrund Logadóttir von Þórdís Kolbrún R. Gylfadóttir, damals Ministerin für Tourismus, Industrie und Innovation, zur Generaldirektorin der damaligen nationalen isländischen Energiebehörde Orkustofnun ernannt.
Halla Hrund Logadóttir ist verheiratet und hat zwei Kinder.

## Politik
Anfang April 2024 gab Halla Hrund Logadóttir bekannt, dass sie als Kandidatin für die Präsidentschaftswahl in Island 2024 antreten werde. Anlässlich ihrer Kandidatur sagte sie, dass das isländische Staatsoberhaupt als „Symbol der Einheit“ kein Parteipolitiker sein sollte. Zwölf Kandidaten traten zur Wahl an, ein Rekord in der Geschichte der isländischen Präsidentschaftswahlen, darunter auch die bisherige isländische Premierministerin Katrín Jakobsdóttir. Halla Hrund galt nach den Umfragen im Vorfeld der Wahl als eine der aussichtsreichsten Kandidatinnen und befand sich in diesen Umfragen zunächst meist auf einem der ersten drei Plätze neben Katrín Jakobsdóttir und dem Politikwissenschaftler Baldur Þórhallsson. In drei verschiedenen Umfragen, die Anfang Mai 2024 durchgeführt wurden, stand Halla Hrund jeweils mit 29,7 % (Institute Maskína, Prósent) bzw. 29,1 % (Institut EMC) auf dem ersten Platz, jeweils gefolgt von Katrín Jakobsdóttir (26,7 % / 22,0 % / 21,3 %) und Baldur Þórhallsson (18,9 % / 21,8 % / 20,4 %).
Im Verlauf des Monats Mai sank die Unterstützung für Halla Hrund Logadóttir in den Umfragen jedoch; in einer am 23. Mai veröffentlichten Umfrage des Instituts Maskína stand sie mit 16,6 % noch auf dem vierten Platz, nach Katrín Jakobsdóttir, Halla Tómasdóttir und Baldur Þórhallsson.
In der Wahl wurde sie mit 15,5 % Drittplatzierte nach der Wahlsiegerin Halla Tómasdótir (34,3 %) und der Zweitplatzierten Katrín Jakobsdóttir (25,2 %).
Halla Hrund Logadóttir trat danach 2024 für die Fortschrittspartei zur Parlamentswahl an und wurde am 30. November ins Althing gewählt.